# Iferni
Iferni (en árabe: إفرني‎, en lenguas bereberes: ⵉⴼⴰⵔⵏⵉ) es una comuna rural marroquí de la provincia de Driuch en la región Oriental. Desde 1912 hasta 1956 perteneció a la zona norte del Protectorado español de Marruecos.